# 橋本博之 (経営者)
橋本 博之（はしもと ひろゆき、1941年6月1日 - ）は、日本の経営者。尼崎信用金庫理事長を務めた。

## 経歴・人物
大阪府出身。1966年に関西大学法学部を卒業し、同年に尼崎信用金庫に入社した。1994年に理事に就任し、1996年に常務、1997年に専務、1998年に副理事長を経て、1999年1月には理事長に就任。2014年6月には会長に就任。